# Flor de la Mar

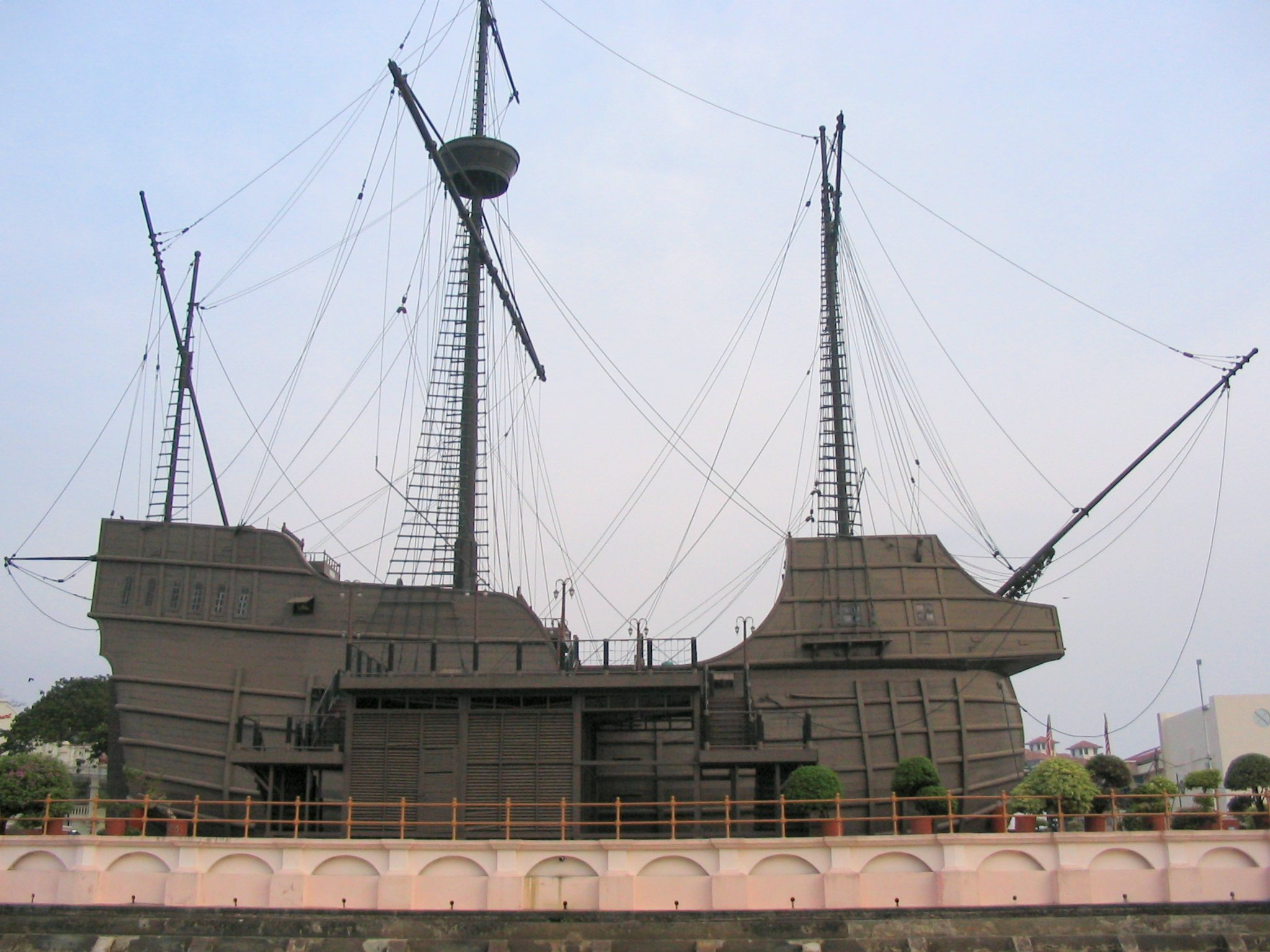
Nachbau der Flor de la Mar

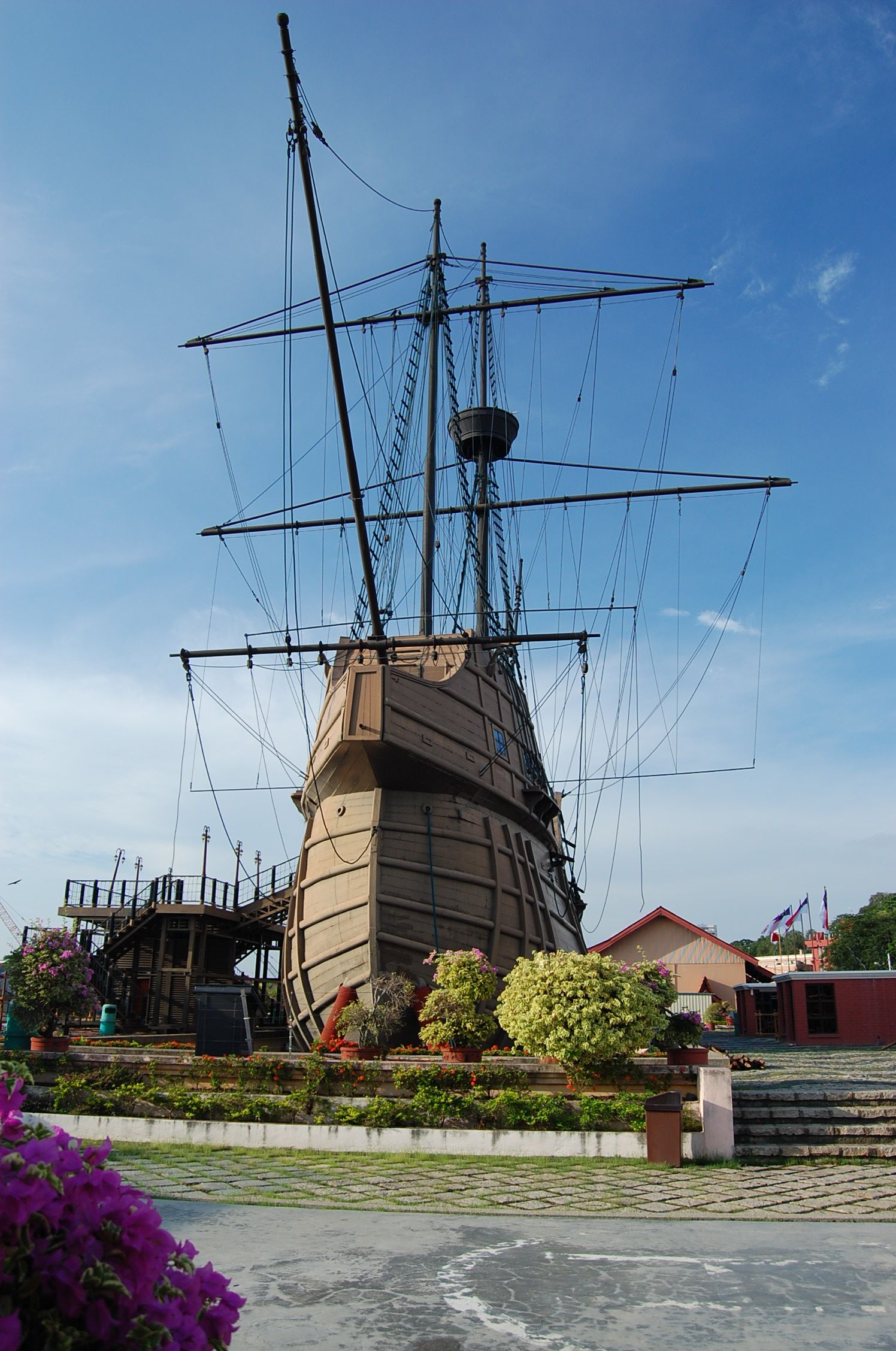
Flor de la Mar

Die Flor de la Mar (Blüte des Meeres) war eine portugiesische Karacke, die 400 Tonnen wog und zu Beginn des 16. Jahrhunderts über die Weltmeere segelte.

## Das Schiff
Die Flor de la Mar war ein langlebiges, portugiesisches Frachtschiff. In einer Zeit, in der Schiffe für eine Lebensdauer von drei bis vier Jahren ausgelegt waren, war die Flor de la Mar mehr als doppelt so lange im Einsatz.
Im Maritime Museum in Malakka, Malaysien, wird eine exakte Replik des Schiffes ausgestellt. Mit einer Höhe von 36 Metern, einer Länge von 38 Metern und einer Breite von 8 Metern wog das Schiff über 400 Tonnen. Das Schiff war damit zu seiner Zeit das größte Frachtschiff und fast doppelt so groß wie andere Schiffe, die die Gewürzroute befuhren.

## Geschichte
Die Flor de la Mar wurde 1502 in Lissabon für das Befahren der Gewürzroute gebaut. Ihre erste Fahrt fand 1502 unter dem Kommando von Estevão da Gama, einem Cousin des Entdeckers Vasco da Gama, statt. Voll beladen mit Gewürzen war die Flor de la Mar schwierig zu manövrieren, wodurch es bereits zu Verzögerungen im ersten Jahr kam und 1503 eine mehrmonatige Unterbrechung stattfand, um das Schiff zu reparieren.
Der letzte Kapitän der Flor de la Mar war Afonso de Albuquerque. Unter seinem Kommando wurde das Schiff als Kriegsschiff eingesetzt. Aufgrund seiner Größe beschloss Afonso de Albuquerque, es als Transportschiff für die Schätze zu nutzen, die er aus dem Palast des Sultans von Malakka erbeutete.
Voll beladen mit den Schätzen sank das Schiff in einem Sturm im November 1511. Bis heute wurden weder das Wrack noch der Schatz gefunden. Es wird vermutet, dass das Schiff irgendwo an der Ostküste von Sumatra liegt.

## Die Schätze
Unter anderem sollen sich an Bord der Flor de la Mar mit Blattgold überzogene Sänften, Löwen aus Gold, sowie der Thron der Königin von Malakka, der angeblich mit Edelsteinen übersät war, befunden haben. Schätzungen über den Wert des Schatzes belaufen sich auf bis zu 7,5 Milliarden Euro.